# 333 Dywizja Strzelecka (ZSRR)
333 Dywizja Strzelecka (ros. 333-я стрелковая дивизия) – związek taktyczny (dywizja) Armii Czerwonej.
Dywizja sformowana w Kamyszynie wobec ataku Niemiec na ZSRR. Na froncie od stycznia 1942. Brała udział w walkach na kierunku charkowskim oraz w odsieczy dla Stalingradu, gdzie stoczyła ciężkie boje z niemiecką 11 DPanc. Od 1943 w kontrofensywie, wyzwoliła Synelnykowe, Nikopol i Apostołowo. Pod Tyraspolem walczyła przeciw niemieckiej 15 DP. Wojnę zakończyła w Rumunii.